# Тутси
Тутси (/ˈtʊtsi/) су народ који живе у Руанди, Бурундију и североисточном делу Демократске Републике Конго. Имају сличне обичаје као и остали народи у региону, Хутуи и Тва. Култура им је слична и говоре сличним језиком. Историјски, они су често називани Ватутси, Ватуси, Вахума, Вахима или Вахинда. Тутси формирају подгрупу Банјарванда и Барунди народа, који првенствено обитавају у Руанди и Бурундију, али исто тако са знатним популацијама у Уганди, Демикратској Републици Конго и Танзанији. Они говоре рванда-рунди, групу банту језика.

## Историја

### Преколонизациони период
У прошлости они су се бавили сточарством. Били су мањински народ, али су били виша владајућа класа. Пошто су били богатији, они су давали стоку сиромашнијим Хутима који су заузврат били радна снага, одани и политички подржавајући Тутсе.

### Колонизациони период
Друштвени односи у Руанди и Бурундију су се променили доласком Европљана на власт. Немачка је поседовала овај регион од деведесетих година 19. века па све до краја Првог светског рата (1914—1918). Од тада Белгијанци управљају овом облашћу све до 1962. За време овог периода Европљани су третирали Тутсе боље од Хутуа. Међутим, педесетих година прошлог века Белгијанци наговарају Хутуе да оспоре моћ Тутса. Године 1959. Хуту вође руше монархију Тутса у Руанди. Многи Тутси тада напуштају земљу. Иако су две снаге успеле да се договоре, мир није био постигнут и Хутуи су покушали да преузму контролу над војском у чему су били поражени.

### Постколонизациони период
Када се завршио колонизациони период Хутуи су преузели снагу у Руанди а Тутси у Бурундију. У Бурундију Тутси су 1972. починили геноцид над Хутуима којих је тада погинуло око 100.000 до 300.000. 1993. Први демократски изабрани председник Бурундиа, Мелхиор Ндадаје је убијен а Хутуи су оптужили Тутсе за то дело. 6. априла 1994. убијен је председник Руанде Жувенал Хабијаримана што су Хутуи искористили да оптуже Тутсе и да над њима почине геноцид. За 100 дана убијено је на стотине хиљада Тутса, а велики број је напустио земљу. Нека истраживања показују да је 77% руанданских Тутса убијено.

## Локација
Руанда и Бурунди су планинске земље у централном-источном делу Африке. Заједно оне чине око 54.100 km². Тутси такође живе у североисточном делу Демократске Републике Конго. Они овде живе у околини града Букаву у Муленге региону, где су познатији као бањамуленге.
Комбинована популација Руанде и Бурундија 1994. је износила око 13.000.000. Међутим много избеглица је напустило Руанду те године, али одређени број се вратио из Уганде након пораза Хуту војске 1994.

## Језик
Хутуи, Тутси и Тва говоре централним банту језиком. Тај језик се зове киниарванда у Руанди и кирунди у Бурундију. Оба су дијалекти истоветног језика. Као и остали банту језици оба користе именице са префиксом. На пример реч „бањамуленге“ (ба-ња-муленге) се може поделити. Реч „бања“ значи народ а „Муленге“ је регион у којем живе. У буквалном преводу то би значило „Народ из Муленге“.
Многи људи у Руанди и Бурундију говоре француским језиком који су користили Белгијанци за време колонизације. Француски се користи у школи и многи га говоре као први језик. Тутси који су избегли у Уганду обично говоре енглески.
Лична имена су изграђена на основу догађаја, поезије или веровања. На пример име Ндагиџимана значи „Бог је мој показатељ“, Нкинзумвами значи „Само нас краљ може спасити“" а име Нувумањамбо значи „Бранилац благородних крава“.

## Фолклор
Тутски фолклор укључује поезије, пословице, народне приче, загонетке и митове. Многи Тутси користе имена од њихових предака шест генерација уназад. Многи Тутси верују да они воде порекло од митског раља Гиханге.
једна популарна народна прича говори о Себгугугу. Он је био сиромашан човек коме је помагао Бог. Бог му је давао храну да би прехранио њега и његову породицу. међутим сваки пут Себгугугу је тражио све више и више. Због своје похлепе Себгугугу је изгубио све на крају.

## Вероисповест
Данас већина људи у Бурундију и Руанди су хришћани па тако и Тутси. Међутим неки прихватају традиционална веровања. То укључује веровање у удаљеног ствараоца Имаана. Овај бог има моћ да подари богаство и плодност. Дух мртвих се зове Абазима и он према веровању носи поруке од Имаана до људи. Међутим Абазима може да донесе и несрећу ако се не поштује. Људи дају дарове како би се заштитили од њега.

## Главни празници
Национални празници укључују дан независности, 1. мај, нову годину и важније хришћанске празнике. Тутси обележавају празнике игром и свечаним бубњањем.

## Животни простор
Традиционалне куће Тутса су колибе од дрвета, трске и сламе у облику кошнице. Око њих су високе ограде које су као одбрана. Модерни Тутси граде правоугаоне куће са савременим грађевинским материјалима. Ове куће имају кров од набацаног лима или црепова.

## Одевање
У прошлости Тутси су носили огртаче. Женска одећа је укључивала беле огртаче и беле капе. Данас се обично користи западни стил облачења. Жене сада обично носе хаљине и мајице од шареног материјала које је популарно у источној Африци.

## Храна
Млеко, путер и месо је високо цењена храна. Међутим, људи убијају краву само за специјалне прилике. Козје млеко и месо се такође једе. Међутим они се једу тајно јер је то противно Тутсиним правилима. Тутси у руралним пределима конзумирају млечне производе, банане и пиво од соргума. Алкохолна пића се праве од банана и соргума. Људи их пију само за специјалне прилике.

## Образовање
Не више од пола Тутса у Бурундију и Руанди знају да пишу урођеничким језиком. Мали број њих зна да чита и пише француским. И Руанда и Бурунди имају по један универзитет.